# Šuppiluliya
Šuppiluliya (hethitisch: URUšu-up-pí-lu-li-ia „Reiner Teich“) war der Name einer hethitischen Stadt, eines Flusses und einer Gottheit. Der hethitische Königsname Šuppiluliuma bedeutet „der von Šuppiluliya“.

## Lage
Der Ort wird bereits in altassyrischen Urkunden aus Kültepe erwähnt und lag zwischen Ḫattuša und Karaḫna und ist folglich am mittleren Çekerek (heth. Zūliya) zu suchen.
Die Stadt Šuppiluliya lag südlich in der Nähe von Šapinuwa (Ortaköy), von wo der hethitische König im Krieg gegen die Kaškäer, nachdem er in Šapinuwa übernachtet hatte, mit dem Heer die Stadt Šaḫuzzimišša angriff.
Der Ort lag möglicherweise in der Umgebung von Kazankaya, südlich der İncesu-Schlucht. Der gleichnamige Fluss Šuppiluliya wäre dann ein Nebenfluss des Çekerek. Ein hellenistisches Felsrelief einer Göttin in der İncesu-Schlucht, das zum Kult der persischen Göttin Anaitis gehört, könnte nach Börker-Klähn den Kult der hethitischen Göttin Šuppiluliya fortsetzen.